# Mistrzostwa Świata w Narciarstwie Klasycznym 1937
Mistrzostwa Świata w Narciarstwie Klasycznym 1937 miały miejsce w dniach 12 – 18 lutego 1937 we francuskim Chamonix. W mieście tym odbywała się już inna impreza sportowa – I Zimowe Igrzyska Olimpijskie.

## Biegi narciarskie
| Konkurencja        | Data           | Złoto                                                                  | Srebro                                                                     | Brąz                                                                              |
| ------------------ | -------------- | ---------------------------------------------------------------------- | -------------------------------------------------------------------------- | --------------------------------------------------------------------------------- |
| 18 km              | 14 lutego 1937 | Lars Bergendahl                                                        | Kalle Jalkanen                                                             | Pekka Niemi                                                                       |
| 50 km              | 16 lutego 1937 | Pekka Niemi                                                            | Klaes Karppinen                                                            | Vincenzo Demetz                                                                   |
| Sztafeta 4 × 10 km | 18 lutego 1937 | Norwegia Annar Ryen · Oskar Fredriksen · Sigurd Røen · Lars Bergendahl | Finlandia Pekka Niemi · Klaes Karppinen · Jussi Kurikkala · Kalle Jalkanen | Włochy Giulio Gerardi · Aristide Compagnoni · Silvio Confortola · Vincenzo Demetz |

## Kombinacja norweska
| Konkurencja         | Data           | Złoto       | Srebro      | Brąz          |
| ------------------- | -------------- | ----------- | ----------- | ------------- |
| Zawody indywidualne | 12 lutego 1937 | Sigurd Røen | Rolf Kaarby | Aarne Valkama |

## Skoki narciarskie
| Konkurencja                   | Data           | Złoto       | Srebro          | Brąz         |
| ----------------------------- | -------------- | ----------- | --------------- | ------------ |
| Duża skocznia – indywidualnie | 12 lutego 1937 | Birger Ruud | Reidar Andersen | Sigurd Solid |

## Klasyfikacja medalowa
| Pozycja | Państwo   | Złoto | Srebro | Brąz | Razem |
| ------- | --------- | ----- | ------ | ---- | ----- |
| 1       | Norwegia  | 4     | 2      | 1    | 7     |
| 2       | Finlandia | 1     | 3      | 2    | 6     |
| 3       | Włochy    | 0     | 0      | 2    | 2     |